# Rukia Kuchiki
Rukia Kuchiki (朽木 ルキア, Kuchiki Rukia) er en af hovedpersonerne i den japanske anime- og manga-serie Bleach skabt af Tite Kubo, hun er Shinigami (死神, shinigami) som oversat betyder Dødsgud. Hendes arbejde består i at holde ro og orden i Soul Society, som er den verden, hvor de dødes sjæle kommer hen, samt at holde Hollows ude af Menneskenes Verden ved at slå dem ihjel, så deres sjæle kan komme enten til Soul Society (hvis de var gode mennesker da de levede) eller Helvede (hvis de var dårlige mennesker da de levede). Hun optræder meget dyster og er ofte sarkastisk og er derfor ikke den typiske heltinde-figur, hvilket publikum har taget godt imod. Rukia Kuchiki er på alder med Ichigo Kurosaki hun har sort hår og dybt mørktliggende øjne.   
Kort efter at have mødt hovedpersonen i serien Ichigo Kurosaki, der i forvejen er i stand til at se sjæle og Hollows ligesom Shinigami'er, tvinger hun ham til at låne hendes kræfter, for at kunne slå en Hollow ihjel og beskytte hans familie. Dette bringer hende senere i seriens forløb i vanskeligheder med loven i for Shinigami'er i Soul Society, da det er forbudt for en Shinigami at give sine kræfter til et menneske.

## Baggrund
Rukia døde som baby og kom efterfølgende til Soul Society sammen med sin storesøster, Hisana Kuchiki. Selvom hendes søster ville gøre alt for at beskytte Rukia, var det for meget for en hende at sørge både for sig selv og et spædbarn og hun var derfor nødsaget til at efterlade Rukia. Rukia overlevede på trods af de dårlige odds og endte med at møde ligesindede forældreløse, deriblandt Abarai Renji, som hun blev venner med i årenes løb og holdt sammen selv da alle de andre børn de var vokset op med var døde. De tog venner bestemte sig for at komme ud af slummen i Rukongai og begyndte derfor på Shinigami Akademiet, hvorefter Rukia hurtigt blev adopteret af den fornemme familie Kuchiki. Rukias søster havde giftet sig ind i familien og på sit dødsleje bønfaldt hun sin mand, Byakuya Kuchiki, om at finde Rukia og tage hende til sig, nu hvor Hisana ikke selv havde været i stand til at finde hende. Grundet en overvældende skyldfølelse bad Hisana sin mand, om ikke at nævne grunden til Rukia's adoption overfor hende. Byakuya holdt sit løfte og behandlede Rukia som sin søster og afslører først sandheden for hende efter hendes dødsdom (som følge af hendes tidligere nævnte lovbrud) er blevet benådiget.
Grundet Rukia's strålende talent indenfor Shinigami-faget var hun top-kandidat til at opnå en topposition, da hun blev optaget i den 13. Division, men da Byakuya i al hemmelighed for Rukia ønskede at hun ikke blev udsat for den slags farlige jobs, brugte han sin indflydelse til at forhindre det. Rukia nåede derfor aldrig en højere status i sin division.
Da Rukia er i den 13. Division møder hun en løjtnant kaldet Kaien Shiba, som hun bliver gode venner med og ender med at træne under. I en kamp med en Hollows bliver Kaien besat af Hollow'en, hvorefter Rukia bliver tvunget til at dræbe ham for at beskytte sig selv. Den døende Kaien undskylder overfor Rukia for at have sat hende i denne situationen, men skyldfølelsen og samvittighedskvalerne kommer alligevel til at følge Rukia tiden fremover. Hun afleverer liget til hans familie, men kan ikke få sig selv til at fortælle, hvordan han døde. Dette får hun først mod til, efter Byakuya fortæller hende om Hisana.
Igennem serien føler Rukia sig ofte nødsaget til at tegne ting for at forklare sig, især overfor Ichigo. Disse tegninger bliver altid groft kritiseret af ham, hvorefter hun enten banker ham eller skælder ham ud.

## Rukia's evner
Rukia's største styrker er hendes evne til at bruge Kidou besværgelser eller Kidō (oversættes til Demonens Måde). Disse besværgelser kan bruges til både healing, angreb og til at passificere modstanderen. I starten af serien er hendes evner svækket grundet kraft-overførslen til Ichigo, men efter hun vender tilbage til Soul Society og genvinder sine evner som Shinigami, genvinder hun også evnen til at affyre stærke besværgelser samtidigt og/eller kort tid efter hinanden. Hun behersker disse besværgelser meget bedre end hun er med sin Zanpakutou (Shinigami'ers sværd). Hun er en af de mest begavede indenfor netop disse besværgelser i Soul Society, som også var en af grundene til, at hun var en ønsket leder.
Rukia's Zanpakutou's navn er Sode no Shirayuki (袖の白雪 eller 袖白雪, Sode no Shirayuki) som kan oversættes til Sneens Hvide Ærme. Hendes Zanpakutou er kendt som den smukkeste sne-zanpaktou i hele Soul Society og når den aktiveres bliver bladet hvidt og angrebet er med is. Alle hendes Zanpaktou's angreb bliver af hende betegnet som "danse".